# James C. Greenwood
James Charles Greenwood (Filadelfia, 4 maggio 1951) è un politico statunitense, membro della Camera dei Rappresentanti per lo stato della Pennsylvania dal 1993 al 2005.

## Biografia
Nato a Filadelfia, dopo il college Weldon lavorò come assistente sociale.
Entrato in politica con il Partito Repubblicano, nel 1980 venne eletto all'interno della legislatura statale della Pennsylvania, dove restò per i successivi dodici anni, dapprima nella Camera dei rappresentanti della Pennsylvania e poi nel Senato di stato della Pennsylvania.
Nel 1992 si candidò alla Camera dei Rappresentanti nazionale contro il deputato democratico in carica Peter H. Kostmayer e riuscì a sconfiggerlo. Negli anni successivi fu riconfermato dagli elettori per altri cinque mandati, finché nel 2004 annunciò il proprio ritiro.
Dopo aver lasciato il Congresso, Greenwood divenne presidente e amministratore delegato dell'associazione non profit Biotechnology Innovation Organization ed entrò a far parte di diversi consigli di amministrazione tra cui quello della National Audubon Society.